# Schloss Oefte

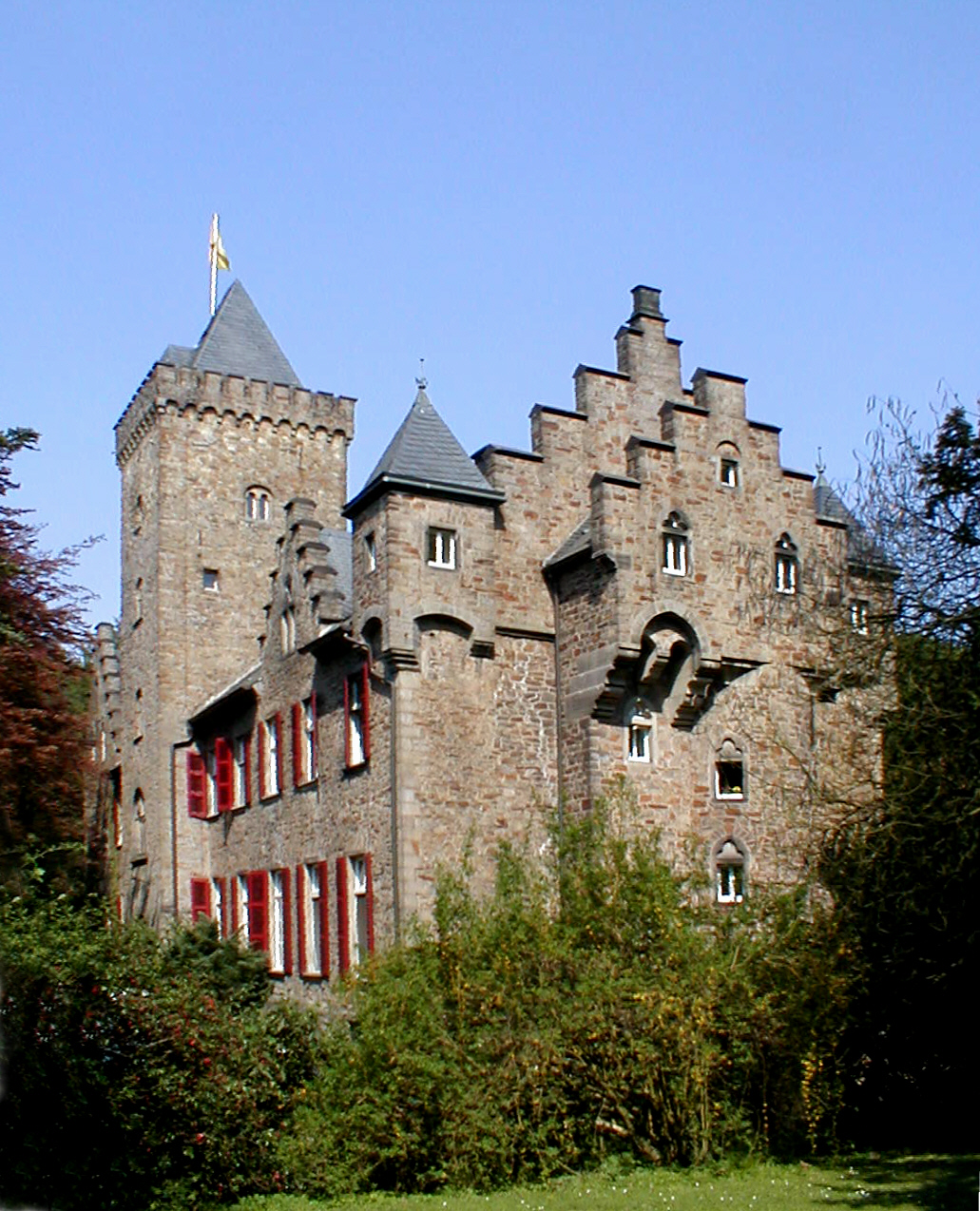
Schloss Oefte im April 2007

Das Schloss Oefte, auch Haus Oefte genannt, am Südufer der Ruhr in Essen-Kettwig war im Mittelalter ein Lehen der Reichsabtei Werden und wurde im 9. Jahrhundert erstmals urkundlich erwähnt. Die Anlage ist somit einer der ältesten Herrensitze in der Region.
Die Bedeutung des Namens ist in etwa „Waldhaus am Fluss“. Von 1424 bis 1938 gehörte auch die Kattenturm genannte Turmruine der Burg Luttelnau zum Oefter Besitz.
Seit 1985 steht die Schlossanlage mitsamt dem sie umgebenden Park unter Denkmalschutz. Sie wird von einem Golfclub genutzt und ist deshalb nicht öffentlich zugänglich.

## Beschreibung

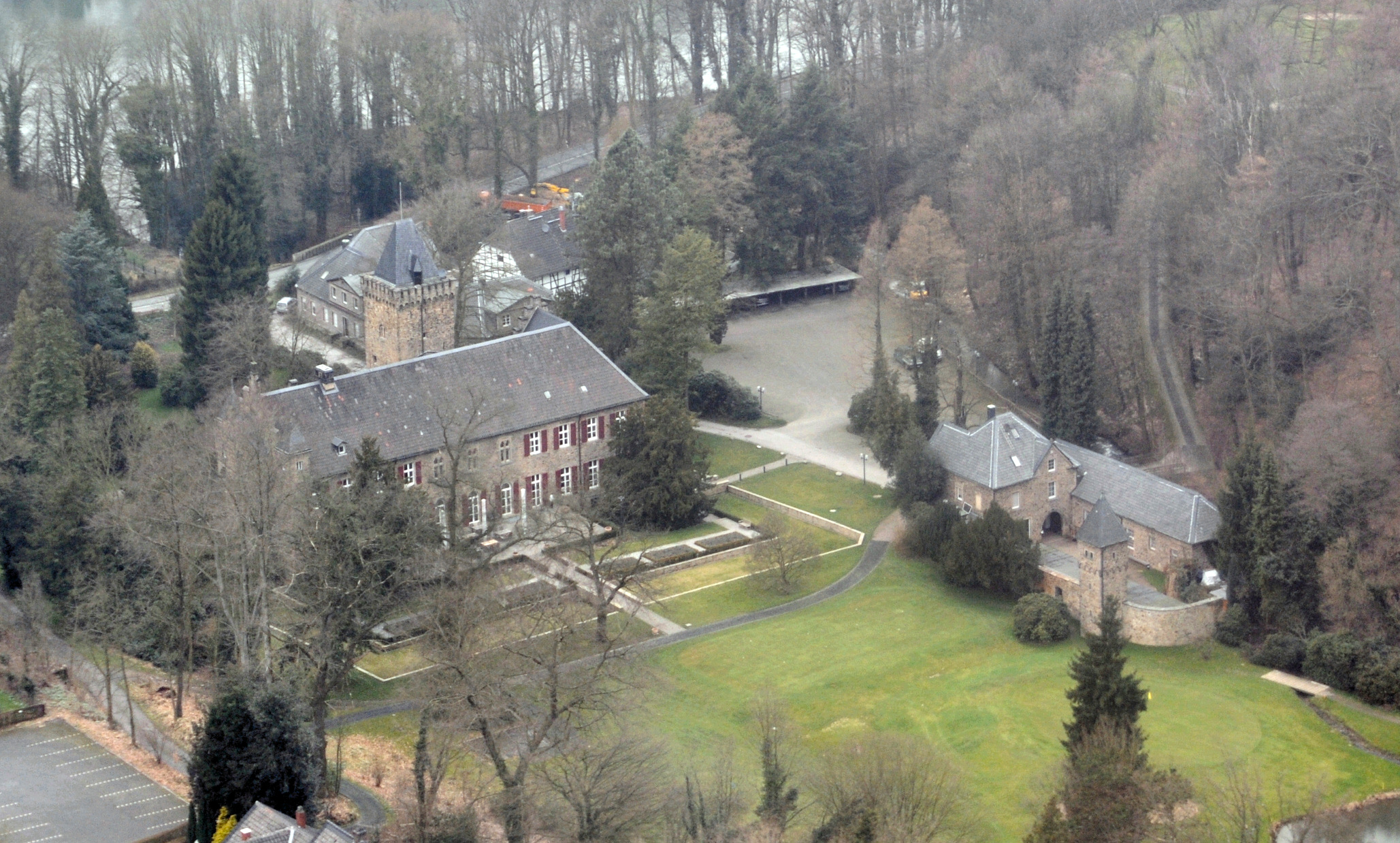
Luftbild des Schlosses

Schloss Oefte ist ein zweiflügeliges, mit Bruchsteinen verkleidetes Gebäude, das durch Umbauten im 19. Jahrhundert sowie Instandsetzungsarbeiten 1961 seine heutige Gestalt erhielt. Seine Flügel sind durch einen mittig gelegenen quadratischen Turm verbunden. Dieser springt risalitartig aus der Fassade hervor. Er besitzt einen vorkragenden Zinnenkranz aus dem Jahr 1888 sowie drei Fenster mit doppelten Mittelsäulen im romanischen Stil. Die zweigeschossigen Flügel an den Seiten sind durch Fenster fünfachsig unterteilt. Die dem Turm vorgelagerte Freitreppe stammt aus dem Jahr 1842 und war ehemals über eine steinerne Bogenbrücke erreichbar.
Eine Karte von 1771 zeigt das Schloss noch als zweiteilige Anlage, bestehend aus Vorburg und einem von Gräften umgebenen Herrenhaus. Die Vorburg wurde – ebenso wie eine ehemalige Kapelle – niedergelegt, sodass heute keine oberirdischen Spuren mehr sichtbar sind. Der einstige Burggraben ist aber noch deutlich als Geländesenke erkennbar.

## Geschichte
Als Uvithi fand die umliegende Honnschaft bereits 796 zur Zeit des Heiligen Liudger Erwähnung, als dieser in der Umgebung von Werden zahlreiche Güter für eine Klostergründung erwarb. Wie viele feste Häuser im Ruhrtal war es Ende des 12. Jahrhunderts ein Oberhof mit mehreren dazugehörigen Unterhöfen. Übertragen wurde der Hof an die Familie von Oefte, die das Drostenamt der Abtei Werden innehatte.
Seit 1377 ein Offenhaus des Kölner Erzbischofs Friedrich III. von Saarwerden, betrieben die Herren von Oefte während des 14. Jahrhunderts von dort aus Raubrittertum. Im 15. und 16. Jahrhundert waren wechselweise die Herren von Eller und die Herren von Uhlenbrock mit Haus Oefte belehnt.
Durch Heirat der Gertrud von Eller kam Oefte im 17. Jahrhundert an Dietrich Ottmar von Erwitte, einen Heerführer im Dreißigjährigen Krieg. Dessen Tochter Maria Elisabeth Ursula heiratete Ferdinand Wilhelm von Dornick und brachte Haus Oefte somit an dessen Familie.

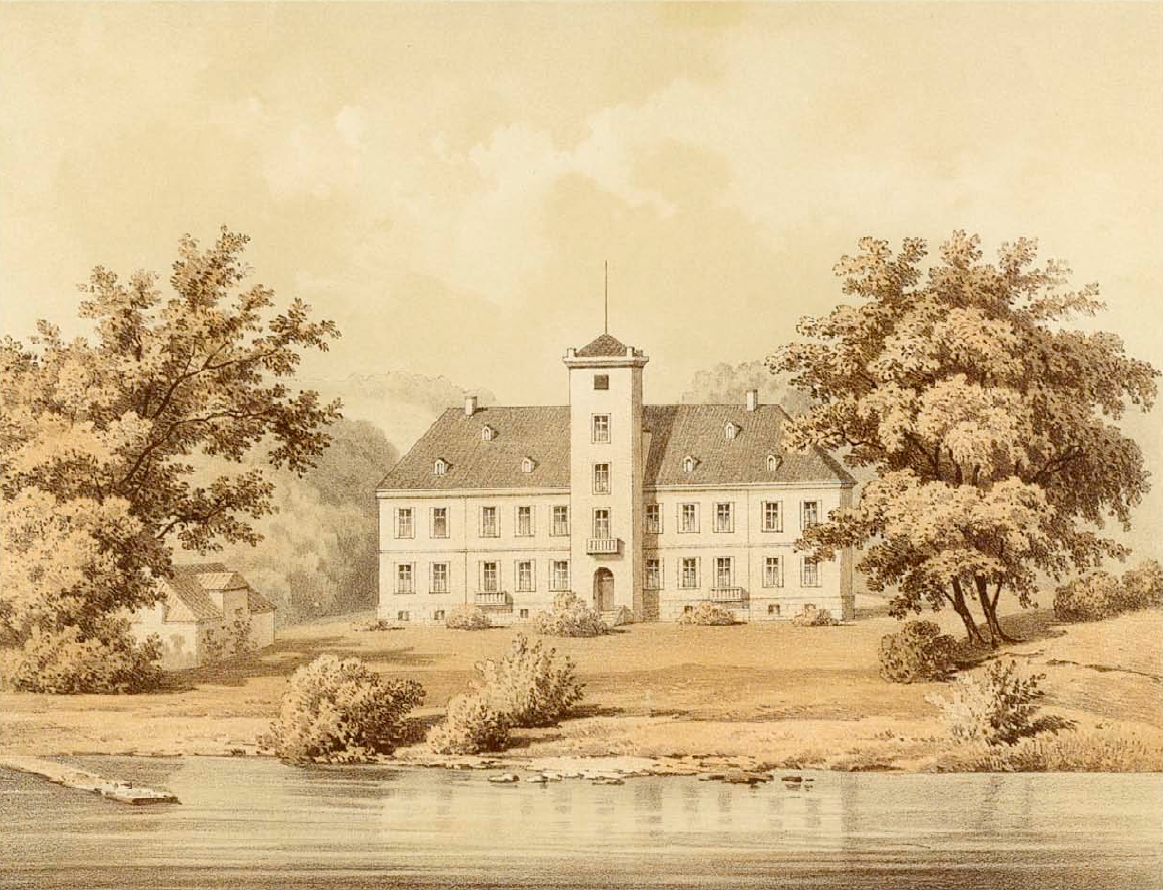
Schloss Oefte auf einer Lithografie von 1857–59

Es folgten in kurzer Reihenfolge zahlreiche weitere Besitzer, namentlich die Familien von Winter zu Bromskirchen, von Dalwigk zu Lichtenfels und die Freiherren von Vinke auf Ostenwalde, ehe das Schloss im Jahr 1818 (andere Quellen nennen die Jahre 1822 oder 1834) durch Heirat der Freiin Charlotte Louise Ernestine von Vincke an Reichsgraf Werner von der Schulenburg-Wolfsburg kam. Sein jüngster Sohn Ernst Wilhelm August Graf von der Schulenburg (1832–1878) wurde Fideikommissherr auf Schloss Oefte. Aus seiner 1863 geschlossenen Ehe mit Melanie von Helldorff (1835–1917), einer Tochter von Carl von Helldorff, gingen vier Kinder hervor. 1878 erbte der Sohn Günther Graf von der Schulenburg (1865–1939) das Schloss Oefte, er ließ die Anlage im 19. Jahrhundert (1842 und 1888) durch den Hannoveraner Architekten Ferdinand Schorbach im neugotischen Stil grundlegend umgestalten, sodass sich nur noch im unteren Teil des Nordwest-Flügels Reste der romanischen Anlage aus dem 12./13. Jahrhundert erhalten haben. Zeitgleich wurde auch der heutige Landschaftsgarten angelegt. 1939 wurde das Schloss an den Sohn Günther Maria Ludger Aemilius Phillippus von der Schulenburg (1889–1971) vererbt, der es noch im gleichen Jahr an die Hydrierwerk Scholven AG verkaufte.
 Um 1947 war das Rheinische Mutterhaus des Roten Kreuzes im Schloss untergebracht. 1959 pachtete der im selben Jahr gegründete Essener Golfclub Haus Oefte e. V. das Schloss mit dem Gelände. Der Golfplatzarchitekt Bernhard von Limburger gestaltete den Golfplatz, der 1960 in Betrieb genommen wurde. 1961 wurde das Schloss durch Umbau und Instandsetzungsarbeiten im Inneren stark verändert.
Bis in das 19. Jahrhundert gehörte zum Haus auch das Stroetrecht (von „Stroet“ für Strauch, Gebüsch, Dickicht). Es handelte sich hierbei um das Recht, im Wald zwischen Duisburg und Düsseldorf Wildpferde zu halten, das neben dem Herzog von Berg nur wenigen Adelssitzen zustand (Broich, Heltorf, Böckum, Haus zum Haus, Groß-Winkelhausen, Oefte und Landsberg).
Zwischen Schloss Oefte und dem gegenüberliegenden Ruhrufer verkehrte von etwa 1900 bis zur Einstellung des Fährbetriebs im Februar 1980 ein hölzerner Fährnachen.